# Dreaptă de la infinit
În geometrie și topologie dreapta de la infinit este o dreaptă proiectivă care se adaugă planului real (afin) pentru închidere și pentru a elimina cazurile excepționale din proprietățile de Incidență⁠(d) ale planului proiectiv⁠(d) rezultat.

## Formulare geometrică
În geometria proiectivă, orice pereche de drepte se intersectează întotdeauna la un moment dat, dar dreptele paralele nu se intersectează în planul real. Dreapta de la infinit este adăugată la planul real, pe care-l completează, deoarece acum dreptele paralele se intersectează într-un punct care se află pe această dreaptă de la infinit. De asemenea, dacă orice pereche de drepte se intersectează într-un punct al dreptei de la infinit, atunci perechea de drepte este paralelă.
Fiecare dreaptă intersectează la un moment dat dreapta de la infinit. Punctul în care se intersectează dreptele paralele depinde numai de panta acelor drepte și nu depinde deloc de ordonata la origine.
În planul afin o dreptă se extinde în două direcții opuse. În planul proiectiv cele două direcții opuse ale unei drepte se întâlnesc într-un punct al dreptei de la infinit. Prin urmare, dreptele din planul proiectiv sunt curbe închise. Acest lucru este adevărat și pentru dreapta de la infinit în sine; se întâlnește cu sine în cele două puncte de capăt (care, prin urmare, nu sunt deloc capete ale dreptei), deci este închisă.

## Perspectiva topologică
Dreapta de la infinit poate fi vizualizată ca un cerc care înconjoară planul afin. Totuși, punctele diametral opuse ale cercului sunt echivalente — sunt același punct. Combinația dintre planul afin și dreapta de la infinit formează planul proiectiv real⁠(d), {\displaystyle \mathbb {R} P^{2}}.
O hiperbolă poate fi privită ca o curbă închisă care intersectează dreapta de la infinit în două puncte diferite. Aceste două puncte sunt specificate de pantele celor două asimptote ale hiperbolei. La fel, o parabolă poate fi privită ca o curbă închisă care intersectează dreapta de la infinit într-un singur punct. Acest punct este specificat de panta axei parabolei. Dacă se omite vârful parabolei, cele două „coarne” rămase, mai departe de vârf devin tot mai paralele între ele și sunt de fapt paralele cu axa și între ele la infinit, astfel încât acestea se intersectează pe dreapta de la infinit.
Analoaga din planul proiectiv complex este o „dreaptă” de la infinit care este (natural) o dreaptă proiectivă complexă. Topologic, acest lucru este destul de diferit, prin faptul că este sfera Riemann, care este, prin urmare, o 2-sferă, fiind adăugată la un spațiu afin complex cu două dimensiuni peste {\displaystyle \mathbb {C} } (deci patru dimensiuni reale), rezultând o varietate compactă cu patru dimensiuni. Rezultatul este orientabil⁠(d), în timp ce planul proiectiv real nu este.

## Istoric
Dreapta complexă de la infinit a fost mult folosită în geometria secolului al XIX-lea. De fapt, unul dintre cele mai folosite trucuri a fost acela de a considera un cerc ca o conică constrânsă să treacă prin două puncte de la infinit, soluțiile ecuației
X2 + Y2 = 0.
Această formă a ecuației este cea a oricărui cerc când lipsesc termenii de ordin inferior în X și Y. Mai formal, ar trebui folosite coordonate omogene
[X:Y:Z]
și de reținut că dreapta de la infinit este specificată prin relația
Z = 0.
Prin introducerea puterilor lui Z și apoi făcând Z = 0 se elimină termenii de ordin inferior, iar ecuațiile devin omogene.
Rezolvând ecuația, se constată că toate cercurile „trec prin” punctele circulare de la infinit
I = [1:i:0]   și   J = [1:−i:0].
Desigur, acestea sunt puncte complexe, pentru orice set reprezentativ de coordonate omogene. Deoarece planul proiectiv are un grup de simetrie suficient de mare, ele nu sunt în nici un fel particulare. Concluzia este că familia de cercuri cu trei parametri poate fi tratată ca un caz particular al sistemul liniar⁠(d) al conicelor care trec prin două puncte diferite date P și Q.